# Estadio Universitario César Aníbal Espinoza
El Estadio Universitario César Aníbal Espinoza de la Universidad Central del Ecuador es un estadio educativo y estadio multiusos. Está ubicado en la Avenida Universitaria y Calle Bolivia en el Campus de la Universidad Central del Ecuador en la Ciudadela Universitaria, de la ciudad de Quito. Fue inaugurado el 16 de marzo de 1958, Es usado mayoritariamente para la práctica del fútbol, y allí juega como local el Club Social y Deportivo Universidad Tecnológica Equinoccial y la Universidad Internacional del Ecuador Fútbol Club, equipos de la Segunda Categoría del fútbol ecuatoriano, la Liga Deportiva Universitaria Amateur y el Club Deportivo Estudiantes de la Central, equipos de la Segunda División del fútbol ecuatoriano. Tiene capacidad para 15.000 espectadores. Antes lo utilizaba la Liga Deportiva Universitaria de Quito cuando jugaba de local en este estadio desde hace algunos años.
El estadio cumplió un gran papel en el fútbol local, ya que antes de la construcción e inauguración del Estadio de Liga Deportiva Universitaria, Liga Deportiva Universitaria de Quito y Colegio de Liga, hacían de locales en este escenario deportivo desde hace algunos años. También otros clubes quiteños como la LDU Amateur y el Estudiantes de la Central todavía hacen de locales en este escenario deportivo.
Actualmente, este estadio es sede de todos los tipos de eventos, especialmente para cultura física y educación física, en donde participa toda la alma mater de la Universidad, actividades que también se realizan en el Coliseo Universitario de la Universidad Central del Ecuador.

## Historia

### El estadio universitario

#### La primera casa deL.D.U.
Fue Alfredo Pérez Guerrero, Rector de la Universidad Central el que tal vez por primera vez sintió la necesidad de que la Universidad Central tenga su estadio propio, "me duele ver a los muchachos corriendo entre los edificios, pateando la pelota y dañando los jardines, de ellos no es la culpa, es de nosotros que no les hemos dado un estadio, hay que hacerlo".
Lo dijo en una de esas académicas reuniones del Consejo Universitario, uno de los presentes le tomó la palabra, el doctor César Aníbal Espinoza, "No solo para la Universidad Central sino para nuestro equipo también", le dijo.
Para sorpresa de todos, el Rector que solo hablaba una vez para ordenar, dijo: "Entonces doctor César Aníbal, usted queda encargado de hacerlo”.
En menos de dos minutos estaba sacramentado un pedido del propio Rector y delegado a que el Vicerrector lo cumpla, parecía broma y no lo fue, parecía una sentencia y no lo fue, porque estaba decretado el comienzo de la construcción del estadio Universitario.

#### El arquitecto uruguayo
El terreno no le gustó al arquitecto uruguayo radicado en Quito, Gilberto Gatto Sobral, “está simple, muy simple, primero nos quitamos una montaña de encima, después ponemos una cancha y los muchachos juegan y corren, simple, muy simple", dijo con alegría porque en ese momento aceptó dirigir la construcción del estadio, comenzando por el levantamiento de los datos topográficos con la ayuda de los estudiantes de Ingeniería, hizo el proyecto que fue presentado al Consejo Universitario, proyecto que fue aprobado en diciembre de 1955.
Loa trabajadores de la Central nivelaron el terreno, desapareció la pequeña loma donde se asienta actualmente el estadio con la valiosa ayuda de los universitarios quienes ayudaron con mingas semanales. En la Facultad de Ingeniería, como trabajos de clase o previos a los grados se encargaron de realizar diferentes funciones, al estudiante del último año, Francisco Saá Chacón, se le aceptó que haga como tesis de grado, el Cálculo Estructural de la visera de la tribuna.
El grupo de atletas de la Universidad liderados por el extraordinario Jacinto Yépez, quiteño y alumno del Instituto de Educación Física, recordista nacional de los 100 y de los 400 metros planos. propuso que cada uno de los universitarios matriculados done cemento, hierro, arena para la obra, situación que tuvo gran acogida, todos dieron ninguno reclamó nada.
El doctor César Aníbal Espinoza presentó su primer informe, en junio de 1957 a su gran rector, Alfredo Pérez Guerrero, “estoy satisfecho, realizamos un trabajo que a la Universidad solo le costará 200 mil sucres, mi agradecimiento a los estudiantes que después de sus clases van a la obra, unos para incentivar, otros para ayudar”.
La primera parte del proyecto se presentó en diciembre de 1957 estaba nivelada la cancha y cerrado el anillo de graderíos, se habían construido cuatro casetas destinadas: dos para camerinos, uno para administración y otro para bodega o para que sea utilizado por árbitros o profesores.
Se habló del mejor “césped” que en realidad era el mejor “kikuyo”, fue traído de Lasso y Tanicuchí, en la provincia de Cotopaxi, se lo sembró con el asesoramiento de los profesores y alumnos de la Facultad de Agronomía, porque todos colaboraron en la construcción del Estadio Universitario de la Universidad Central durante cerca de dos años, con 122 trabajadores, 42 de los cuales pertenecían a la propia Universidad Central.
El arquitecto Gilberto Gatto Sobral contó con un equipo formado por cuatro ingenieros y 12 arquitectos, 16 estudiantes de Ingeniería y 10 de Arquitectura más el voluntariado de todos los estudiantes del Instituto de Educación Física liderados por Aníbal Araujo y Vicente Arévalo.
La pista de atletismo fue diseñada y construida por el arquitecto Gilberto Gatto Sobral, la tierra fue traída de Urbina cerca de Riobamba en el tren hasta Chimbacalle y de ahí en volquetas del Municipio hasta la Universidad, es tierra era rojiza y de mayor compactación.

#### La gran fiesta
La inauguración fue el domingo 16 de marzo de 1958, como número principal estaba la presentación del equipo principal de Liga Deportiva Universitaria.
Fue un programa espectacular con un llenazo impresionante.
La Banda de Guerra del Pensionado Universitario interpretó marchas marciales para el desfile de todas las delegaciones deportivas de la Universidad Central.
La Sinfónica del Conservatorio Nacional de Música interpretó el Himno Nacional, el Himno a Quito, el Himno de la Universidad Central y el Himno de Liga Deportiva Universitaria en la fiesta organizada por Liga Deportiva Universitaria con el apoyo de la FEUE y del Instituto de Educación Física, acontecimiento que era parte de “La semana del Estudiante Universitario”.

#### El programa
Diez mil espectadores pagaron su ingreso al nuevo escenario deportivo ecuatoriano, cerca de dos mil estudiantes, profesores, trabajadores de la Central tuvieron pase libre, todos llegaron temprano y espontáneamente comenzaron a cantar nuestro clásico…
“Por la LIGA ¡Ele I… LI Ge A… GA, LI-LI-LI GA-GA-GA, Universitaria…!”
“¡Adelante, Adelante, Adelante Universidad, en el tiempo, en el espacio, tu nombre sonará Universidad, Universidad Central!”
A las 9 horas y 30 minutos ingresó la tea olímpica en las manos del estudiante y atleta Jacinto Yépez Naranjo.
Los estudiantes deportistas reunidos en la calle Varela desde comenzaron a ingresar al estadio precedidos por la banda de guerra, el directorio de Liga Deportiva Universitaria y los profesores del Instituto de Educación Física.
Desfilaron deportistas de las facultades de: Jurisprudencia; Medicina; Ingeniería; Filosofía y Letras; Agronomía y Veterinaria; Economía; Bioquímica y Farmacia; Odontología y el Conservatorio Nacional de Música.
Luego entraron los abanderados de las facultades y de los equipos de Universidad Central.
La bienvenida la dio el Vicerrector de la Universidad Central y el juramento deportivo lo tomó el ingeniero Ernesto Ordóñez Viteri, presidente de Liga Deportiva Universitaria.
Ingresó el fuego olímpico y enseguida se realizaron las dos primeras pruebas atléticas, la de 60 metros damas ganada por Marcia Ayala de Química y Farmacia con el tiempo de 8 segundos y 3 centésimas. La de 100 metros planos varones fue ganada por Renán Salgado de Derecho con el tiempo de 11 segundos y 2 décimas.
A las 11 de la mañana se midieron Liga Deportiva Universitaria y Emelec y en el entretiempo llegó el circuito atlético ganado por Lautaro Torres del Instituto de Educación Física que recorrió la ruta de buses urbanos número cinco de la línea La Libertad - Belisario Quevedo, siete kilómetros, en 31 minutos, 1 segundo y 2 décimas.
Los atletas partieron de la Cima de la Libertad tomaron la Huáscar, Rocafuerte, Imbabura, Mejía, García Moreno, Manabí, Vargas, Avenida América, Plaza 2 de Agosto (Indoamérica) y el estadio.

#### Para recordarlo
Las entradas a la inauguración costaron 20 sucres, en la época 1 dólar 43 centavos, la media tribuna para niños 10 sucres, la general costaba 6 sucres y la media para niños 3 sucres. Las entradas se vendieron en la AFNA ubicada en la esquina de las calles Guayaquil y Olmedo, frente al Jardín Amalia y también en las ventanillas de la Empresa Eléctrica Quito. Los únicos pases válidos eran los emitidos por Liga Deportiva Universitaria.
El pasaje en bus desde Santo Domingo costaba dos reales mayores, uno para los niños. Un buen plato de hornado en la general no pasaba de un sucre y la cerveza seis reales.
Liga de Quito vs Emelec
Los Albos en este juego inaugural fueron dirigidos por Roberto “El Pibe” Ortega presentaron por primera ocasión a dos nuevos extranjeros, a Oscar Sappia y Vicente Di Niro que llegaron de Colombia del Independiente Medellín.
El cotejo fue agradable y llenó con satisfacción el entusiasmo de los hinchas, que en ningún momento ocasionaron problemas a los miembros de la Guardia Nacional que controlaron el orden y también el ingreso por la parte superior del estadio donde todavía no se había terminado el cerramiento.
Los "Merengues" ganaron 4 a 0 y presentaron a Raúl “Capacho” Jiménez en la portería, Clemente Rodríguez, Eduardo Zambrano Iturralde, Manuel Stacey, en la línea media Armando Navarrete y Oswaldo Balducci; adelante Hugo Mantilla, Gem Rivadeneira, Vicente Di Niro, Oscar Sappia y Roberto “El Pibe” Ortega.